# Gustaf Nilsson i Vibberbo
Erik Gustaf Nilsson (i riksdagen kallad Nilsson i Vibberbo), född 26 april 1860 i Nedre Ulleruds socken, Värmland, död 10 juli 1944 i Söderbärke, Dalarna var en svensk jordbrukare och riksdagsman.
Nilsson ägde och var jordbrukare på ett bergsmanshemman i Vibberbo, Kopparbergs län. Han var i hemorten mycket anlitad i kommunala uppdrag (nämndeman sedan 1917, landstingsman sedan 1919) och var 1918–1924 ledamot av andra kammaren (först för Kopparbergs läns västra valkrets, sedan för Kopparbergs län). Han var under denna tid en av Bondeförbundets ledande män och ordförande i dess riksdagsgrupp (urtima riksdagen 1919-1921), var ledamot av 2:a lagutskottet 1919–1924, av 2:a särskilda utskottet vid 1919 års urtima riksdag och av utrikesnämnden 1921–1924 samt 1919–1923 ledamot av försvarsrevisionen. Han biträdde vid 1924 års riksdag ej sitt partis motion i försvarsfrågan och lämnade samma år partiet för att i stället närma sig Frisinnade folkpartiet.